# Camil Samson
Camil Samson, né le 3 janvier 1935 à Shawinigan et mort le 18 décembre 2012 à Québec, est un homme politique québécois. Il a été député à l'Assemblée nationale du Québec et chef du Ralliement créditiste du Québec.

## Biographie
Fils de Wilbray Samson, un agriculteur, et de Irène Carle, il naît à Shawinigan, au Québec. Il fait ses études à Shawinigan, puis à Cléricy et à la station forestière Duchesnay (près de Sainte-Catherine-de-la-Jacques-Cartier). De 1952 à 1956, il œuvre dans l'industrie forestière, comme mesureur de bois. De 1956 à 1970, il est vendeur, gérant des services et directeur des ventes dans l'industrie de l'automobile, prospecteur et courtier d'assurances. Il meurt à la suite d'une longue maladie, le 18 décembre 2012, à l'hôpital de l'Enfant-Jésus de Québec, à l'âge de 77 ans. Il laisse alors dans le deuil son épouse Gisèle Tardif, ses enfants  Louise, Daniel et Mario ainsi que ses petits-enfants Gabriel et Jean-Dominique.

### Carrière politique
En 1963 et 1964, il est président de la Jeunesse créditiste du Canada, l'aile jeunesse du Ralliement créditiste, un parti politique fédéral qui prône la théorie de réforme monétaire du crédit social. Il devient plus tard secrétaire et vice-président du parti. Il est candidat créditiste dans la circonscription de Pontiac-Témiscamingue lors de l'élection fédérale de 1965, mais ne réussit pas à se faire élire. Lors de l'élection provinciale de 1966, il est candidat défait dans la circonscription de Témiscamingue, cette fois sous la bannière du Ralliement national, un parti indépendantiste. En 1969, il est président de la Chambre de commerce de Rouyn-Noranda.
Il fonde le Ralliement créditiste du Québec et est nommé président du parti le 24 janvier 1970. Le parti se veut l'aile provinciale du Ralliement créditiste du Canada et prône les mêmes théories monétaires créditistes.
Dans la campagne électorale de 1970, les créditistes tirent profit du déclin de l'Union nationale et réussissent une percée modeste, remportant 12 sièges à l'Assemblée nationale avec 11,2 % des voix. Samson est élu dans la circonscription de Rouyn-Noranda. Le parti ne réussit toutefois pas à améliorer ce succès initial à cause de divisions internes.
Samson est chef du parti du 22 mars 1970 au 13 février 1972. Le 16 mars, Camil Samson est expulsé du parti par neuf des députés créditistes (organisés par le chef intérimaire Armand Bois) pour avoir critiqué certains membres du caucus et pour son absentéisme aux réunions du parti. Le 19 mars, Samson se déclare chef d'un nouveau groupe créditiste et demande à siéger à l'Assemblée nationale en tant que député du « Ralliement créditiste du Québec enregistré », ainsi que deux autres députés créditistes, Aurèle Audet (Abitibi-Ouest) et Bernard Dumont (Mégantic). Toutefois, le Président de l'Assemblée nationale reconnaît Armand Bois comme chef parlementaire du Ralliement créditiste du Québec. Le 11 août suivant, Samson, Dumont et Audet réintègrent le Ralliement créditiste.
Il est de nouveau candidat à la direction du parti lors du congrès du 4 février 1973, mais il est défait par un ancien ministre libéral fédéral, Yvon Dupuis. Comme Dupuis ne siège pas à l'Assemblée nationale, Samson sert à titre de chef parlementaire du parti, rebaptisé « Parti créditiste » du 15 mars au 25 septembre 1973. Il est réélu lors de l'élection générale de 1973, de même qu'un seul autre député créditiste, Fabien Roy. Avant l'élection de 1976, il y a une division de plus entre les deux seuls députés créditistes qui rompent leur affiliation. Samson devient de nouveau chef du parti, qui est revenu au nom « Ralliement créditiste du Québec » le 11 mai 1975, tandis que Fabien Roy est expulsé du parti.
Samson est réélu lors de l'élection de 1976 ; il est désormais l'unique député créditiste à l'Assemblée nationale. (Fabien Roy est réélu seul sous la bannière de son nouveau parti, le Parti national populaire.)
Le 12 novembre 1978, Samson fonde un nouveau parti, « Les Démocrates », avec Pierre Sévigny, ancien député progressiste-conservateur à la Chambre des communes du Canada de 1958 à 1963. Ce parti est rebaptisé Parti démocrate créditiste le 1er janvier 1980.
Le 15 octobre 1980, mettant fin à l'existence du Parti démocrate créditiste, Samson rejoint le Parti libéral du Québec (PLQ) entre les deux élections, sans jamais avoir été élu sous cette bannière. Il est défait dans sa tentative d'élection sous la bannière du PLQ à l'Assemblée nationale, dans la circonscription de Rouyn-Noranda—Témiscamingue, à l'élection de 1981.
Lors de l'élection fédérale de 1993, il est candidat du Parti libéral du Canada dans Québec-Est, sans succès. Il est nommé adjoint spécial du ministre responsable de la région de Québec en 1994.

### Carrière dans les communications
De 1981 à 1984, il travaille comme annonceur radio pour la station CKCV, et à Québec pour CHRC de 1984 à 1993. Il participe également à plusieurs émissions télévisées sur le réseau Télévision Quatre-Saisons de 1989 à 1991.
Pendant de nombreuses années dans les années 1980, il fera des publicités télévisées pour une chaîne de magasins de vêtements de la région de Québec, les Vêtements St-Lawrence.